# Love, Lust, Faith and Dreams
Love, Lust, Faith and Dreams (viết cách điệu: LOVE LUST FAITH + DREAMS) là album phòng thu thứ tư từ ban nhạc rock Mỹ Thirty Seconds to Mars. Concept album đã được phát hành thông qua Virgin Records vào ngày 17 tháng năm 2013. Sau khi phát hành, nó đạt vị trí số 6 trên bảng xếp hạng Billboard 200.

## Khái niệm
Love, Lust, Faith and Dreams là một concept album xoay quanh các chủ đề album được đặt tên. Album này được chia thành bốn phần, mỗi phần là Tình yêu, Dục vọng, Đức tin và Những giấc mơ, với sự khởi đầu của mỗi đoạn được thông báo bằng một giọng nữ loan báo tên của phân khúc này trước khi bắt đầu một bài hát hoặc ở cuối một phân khúc giới thiệu phân khúc tiếp theo của album.
Một album concept cụ thể hơn có thể được tìm thấy trong đĩa CD. Nó được chia làm bốn màu sắc, với màu đỏ ứng cho tình yêu, màu xanh lá cây cho Dục vọng, màu vàng cho Đức Tin và màu xanh / tím cho những giấc mơ. TÌNH YÊU có "Birth" và "Conquistador". DỤC VỌNG chứa "Up in the Air", "City of Angels", "The Race", "End of All Days" và "Pyres of Varanasi". ĐỨC TIN chứa "Bright Lights", " Do or Die " và "Convergence". NHỮNG GIẤC MƠ chứa "Northern Lights", và "Depuis Le Début".

## Danh sách
Tất cả các ca khúc được viết bởi Jared Leto, except where noted.
| STT | Nhan đề             | Sáng tác     | {{{extra_column}}} | Thời lượng |
| --- | ------------------- | ------------ | ------------------ | ---------- |
| 1.  | "Birth"             |              | Leto               | 2:07       |
| 2.  | "Conquistador"      |              |                    | 3:12       |
| 3.  | "Up in the Air"     |              |                    | 4:35       |
| 4.  | "City of Angels"    |              |                    | 5:02       |
| 5.  | "The Race"          |              |                    | 3:40       |
| 6.  | "End of All Days"   |              | Leto               | 4:46       |
| 7.  | "Pyres of Varanasi" |              | Leto               | 3:12       |
| 8.  | "Bright Lights"     |              | Leto               | 4:51       |
| 9.  | "Do or Die"         |              | Leto               | 4:07       |
| 10. | "Convergence"       | Shannon Leto | Leto               | 2:00       |
| 11. | "Northern Lights"   |              |                    | 4:44       |
| 12. | "Depuis le Début"   |              |                    | 2:33       |

| Japanese bonus track | Japanese bonus track                       | Japanese bonus track |
| STT                  | Nhan đề                                    | Thời lượng           |
| -------------------- | ------------------------------------------ | -------------------- |
| 13.                  | "Night of the Hunter" (Shannon Leto remix) | 6:28                 |

| Deluxe Edition DVD | Deluxe Edition DVD                  | Deluxe Edition DVD |
| STT                | Nhan đề                             | Thời lượng         |
| ------------------ | ----------------------------------- | ------------------ |
| 1.                 | "Mars 300: Tribus Centum Numerarae" |                    |
| 2.                 | "Middle East"                       |                    |
| 3.                 | "Paris"                             |                    |

## Tiếp nhận phê bình
| Đánh giá chuyên môn   | Đánh giá chuyên môn |
| Điểm trung bình       | Điểm trung bình     |
| Nguồn                 | Đánh giá            |
| --------------------- | ------------------- |
| Metacritic            | 62/100              |
| Nguồn đánh giá        |                     |
| Nguồn                 | Đánh giá            |
| Allmusic              | [ 8 ]               |
| Alternative Addiction | [ 9 ]               |
| Alternative Press     | [ 10 ]              |
| Big Cheese            | [ 11 ]              |
| Billboard             | 8.2/10              |
| Daily Star            | 8/10                |
| Entertainment Weekly  | A–                  |
| Kerrang!              | [ 1 ]               |
| Melodic               | [ 14 ]              |
| PopMatters            | 6/10                |

Love, Lust, Faith and Dreams nhận được đánh giá tích cực từ các nhà phê bình âm nhạc. Metacritic, album nhận được trung bình 62 điểm, dựa trên 11 đánh giá.

## Thực hiện biểu đồ
Love, Lust, Faith and Dreams đứng vị trí số 6 trên bảng xếp hạng Billboard 200 và bán được 52.000 bản trong tuần đầu tiên phát hành.

## Bảng xếp hạng hàng tuần
| Bảng xếp hạng (2013)                     | Vị trí cao nhất |
| ---------------------------------------- | --------------- |
| Album Úc (ARIA)                          | 4               |
| Album Áo (Ö3 Austria)                    | 3               |
| Album Bỉ (Ultratop Vlaanderen)           | 15              |
| Album Bỉ (Ultratop Wallonie)             | 12              |
| Album Canada (Billboard)                 | 6               |
| Album Cộng hòa Séc (ČNS IFPI)            | 7               |
| Album Đan Mạch (Hitlisten)               | 14              |
| Album Hà Lan (Album Top 100)             | 14              |
| Estonian Albums (ERR)                    | 8               |
| Album Phần Lan (Suomen virallinen lista) | 6               |
| Album Pháp (SNEP)                        | 16              |
| Album Đức (Offizielle Top 100)           | 3               |
| Greek Albums (IFPI Greece)               | 17              |
| Album Hungaria (MAHASZ)                  | 15              |
| Album Ireland (IRMA)                     | 7               |
| Album Ý (FIMI)                           | 3               |
| Album Nhật Bản (Oricon)                  | 53              |
| Album Hàn Quốc (Circle)                  | 39              |
| Album New Zealand (RMNZ)                 | 11              |
| Album Na Uy (VG-lista)                   | 6               |
| Album Ba Lan (ZPAV)                      | 5               |
| Album Bồ Đào Nha (AFP)                   | 1               |
| Russian Albums (NFPF)                    | 5               |
| Album Scotland (OCC)                     | 5               |
| Slovenian Albums (SLO)                   | 17              |
| Album Tây Ban Nha (PROMUSICAE)           | 6               |
| Album Thụy Điển (Sverigetopplistan)      | 36              |
| Album Thụy Sĩ (Schweizer Hitparade)      | 5               |
| Album Anh Quốc (OCC)                     | 5               |
| UK Rock Albums (OCC)                     | 1               |
| Album Hoa Kỳ Billboard 200               | 6               |
| Album Hoa Kỳ Top Alternative (Billboard) | 3               |
| Album Hoa Kỳ Top Rock (Billboard)        | 3               |